# Afriqiyah Airways
Afriqiyah Airways (arabsky الخطوط الجوية الأفريقية) je libyjská státní letecká společnost. Před vypuknutím občanské války v roce 2011 zajišťovala vnitrostátní dopravu na území Libye a zároveň i mezinárodní lety do 25 destinací v Evropě, Africe a na Blízký východ, hlavní základnu má na Letišti v Tripolis, dále také v Sabhá, Benině (poblíž Benghází) a v Misurátě. V roce 2010 přepravila 2,3 milionu cestujících, roku 2013 to bylo 1,2 milionu.
V říjnu 2016 měly aerolinky v provozu sedm letadel.